# Marcipa xanthomochla
Marcipa xanthomochla là một loài bướm đêm trong họ Erebidae.